# Hedesunda och Österfärnebo tingslag
Hedesunda och Österfärnebo tingslag var ett tingslag i Gävleborgs län inom Gästriklands domsaga. Tingslaget bildades 1693 och upphörde 1880 då det uppgick i de då bildade Gästriklands östra tingslag.

## Socknar
Uppgick i Gästriklands östra tingslag:
- Hedesunda socken
- Österfärnebo socken